# (1879) Broederstroom
(1879) Broederstroom ist ein Asteroid des Hauptgürtels, der am 16. Oktober 1935 vom niederländischen Astronomen Hendrik van Gent in Johannesburg entdeckt wurde.
Der Name des Asteroiden ist von der südafrikanischen Ortschaft Broederstroom abgeleitet.